# إسيمي
إسيمي (بالإنجليزية: Issime)‏ هي بلدة إيطالية في منطقة وادي أوستا.

## جغرافيا
تقع إيسيم في وادي ليس (أو غريسوني) الأوسط، وهو أحد الوديان الجانبية لنهر دورا بالتيا، الذي يصل إلى سفح جبل مونتي روزا.
تقع العاصمة Duarf على ضفاف نهر Lys (في Töitschu، Lyesu).
تنقسم أراضي البلدية تقليديا إلى ثلاثة أجزاء:
الجزء الثالث من السهل، يمتد من هوة غيلمور (في تويتشو، جيلجومورت) إلى قرية زوينو (مستبعدة)؛
والثالث أعلاه، الموافق لبلدية غابي الحالية؛
الجبل الثالث، بما في ذلك الوديان الثلاثة سان جرات وبورين وتوريسون.
تأسست بلدية غابي، والتي كانت تسمى تاريخيًا إيسيم سان ميشيل (محليًا أوبرلان، أي "الأرض المرتفعة"، نظرًا لموقعها أعلى منبع العاصمة) في عام 1952.

## وصلات خارجية
- الموقع الرسمي